# フットボールス・アルスヴェンスカン1961
フットボールス・アルスヴェンスカン 1961 は、スウェーデン最上位サッカーリーグの第37シーズン目である。IFエルフスボリが4回目の優勝を決め、通算4回目のスヴェンスカ・メスタレ・イ・フットボールとなった。エルフスボリはこれが初昇格ではないが、しかし前代未聞の昇格即優勝という快挙を達成した。前半戦は4月16日から6月11日まで、後半戦は8月3日から10月15日まで行われた。

## 順位表
| 順 | チーム                   | 試 | 勝 | 分 | 敗 | 得 | 失 | 差  | 点 | 出場権または降格                     |
| -- | ------------------------ | -- | -- | -- | -- | -- | -- | --- | -- | ------------------------------------ |
| 1  | IFエルフスボリ (C)       | 22 | 13 | 5  | 4  | 54 | 37 | +17 | 31 | 優勝                                 |
| 2  | IFKノールシャーピン      | 22 | 11 | 4  | 7  | 50 | 30 | +20 | 26 |                                      |
| 3  | IFKヨーテボリ            | 22 | 11 | 4  | 7  | 62 | 47 | +15 | 26 | UEFAチャンピオンズカップ 1961-62出場 |
| 4  | オレブルーSK             | 22 | 8  | 8  | 6  | 39 | 33 | +6  | 24 |                                      |
| 5  | マルメFF                 | 22 | 10 | 4  | 8  | 31 | 34 | −3  | 24 |                                      |
| 6  | IFKマルメFK              | 22 | 8  | 6  | 8  | 30 | 26 | +4  | 22 |                                      |
| 7  | オルグリーテIS           | 22 | 8  | 5  | 9  | 41 | 39 | +2  | 21 |                                      |
| 8  | ヘルシンボリスIF         | 22 | 7  | 6  | 9  | 44 | 44 | 0   | 20 |                                      |
| 9  | デーゲルフォーシュIF     | 22 | 8  | 4  | 10 | 27 | 38 | −11 | 20 |                                      |
| 10 | ハンマルビーIF           | 22 | 7  | 5  | 10 | 33 | 52 | −19 | 19 |                                      |
| 11 | AIK (R)                  | 22 | 6  | 6  | 10 | 29 | 42 | −13 | 18 | ディヴィショーン・トヴォー1962降格   |
| 12 | サンドヴィーケンスIF (R) | 22 | 5  | 3  | 14 | 29 | 47 | −18 | 13 | ディヴィショーン・トヴォー1962降格   |

1. ↑  前半戦終了時の首位チームとして出場

## 得点ランキング[3]
- 20点: バーティル・ベッベン・ヨーワンソン（スウェーデン語版） (IFKヨーテボリ)
- 18点: オーヴェ・オールソン（スウェーデン語版） (IFKヨーテボリ)
- 14点: ヘンリー・ラーション（スウェーデン語版） (IFエルフスボリ), ハリー・ビルド（スウェーデン語版） (IFKノールシャーピン)
- 13点: ルーネ・ボルイェソン（スウェーデン語版） (オルグリーテIS,) ウィーガル・バートルドソン（スウェーデン語版） (IFエルフスボリ), レイフ・ヴェント（スウェーデン語版） (オレブルーSK（スウェーデン語版）)

## 観客動員数上位
- 47 734: IFKヨーテボリ–オルグリーテIS 3–3, ニーア・ウッレヴィ 1961年8月30日[4]
- 41 908: IFKヨーテボリ–IFエルフスボリ 5–5, ニーア・ウッレヴィ1961年8月17日[4]

## スヴェンスカ・メスタレ
IFエルフスボリの選手たち。
- イェンス・セーデルバリ
- ヘンリー・ラーション
- ヴィーガル・バットルドソン（スウェーデン語版）
- ボリス・モールバリ
- インゲマル・ハーラルドソン（スウェーデン語版）
- トイヴォ・ルンデル
- ラーシュ・ローバリ（スウェーデン語版）
- レイフ・ペッテション
- レイフ・オルソン
- ローランド・サンドストレム
- ロルフ・キニス・ヨーワンソン（スウェーデン語版）
- ベント・リンドロート
- ヨーン・オーストレム
- オーヴェ・グラーン（スウェーデン語版）
- ウルフ・バーティルフェルド